# Leathesia
Genre
Leathesia est un genre d'algues brunes de la famille des Chordariaceae selon  AlgaeBase (29 oct. 2012), ou de celle des Corynophlaeaceae selon ITIS (29 oct. 2012). 

## Liste d'espèces
Selon AlgaeBase (29 oct. 2012) :
- Leathesia baltica (Kützing) H.-S.Kim
- Leathesia cervicornis Berthold
- Leathesia crassipilosa Takamatsu
- Leathesia difformioides Takamatsu
- Leathesia globosa Takamatsu
- Leathesia intermedia V.J.Chapman
- Leathesia marina (Lyngbye) Decaisne (espèce type)
- Leathesia monilicellulata Takamatsu
- Leathesia mucosa Feldmann
- Leathesia novae-zelandiae Lindauer
- Leathesia primaria Takamatsu
- Leathesia sadoensis Inagaki
- Leathesia saxicola Takamatsu
- Leathesia yezoensis Inagaki

Selon Catalogue of Life (29 oct. 2012) :
- Leathesia crassipilosa
- Leathesia difformioides
- Leathesia difformis
- Leathesia intermedia
- Leathesia japonica
- Leathesia monilicellulata
- Leathesia mucosa
- Leathesia nana
- Leathesia novae-zelandiae
- Leathesia primaria
- Leathesia pulvinata
- Leathesia sadoensis
- Leathesia saxicola
- Leathesia sphaerocephala
- Leathesia tsugaruensis
- Leathesia umbellata
- Leathesia verruculiformis
- Leathesia yezoensis

Selon ITIS (29 oct. 2012) :
- Leathesia difformis L.
- Leathesia nana S. & G.
- Leathesia tuberiformis (J. E. Smith) Gray

Selon NCBI (29 oct. 2012) :
- Leathesia difformis
- Leathesia japonica
- Leathesia marina
- Leathesia pulvinata
- Leathesia sphaerocephala

Selon World Register of Marine Species (29 oct. 2012) :
- Leathesia baltica (Kützing) H.-S.Kim, 2010
- Leathesia cervicornis Berthold, 1882
- Leathesia crassipilosa Takamatsu, 1939
- Leathesia difformioides Takamatsu, 1939
- Leathesia globosa Takamatsu, 1939
- Leathesia intermedia V.J.Chapman, 1961
- Leathesia marina (Lyngbye) Decaisne, 1842
- Leathesia monilicellulata Takamatsu, 1939
- Leathesia mucosa Feldmann, 1935
- Leathesia novae-zelandiae Lindauer, 1947
- Leathesia primaria Takamatsu, 1939
- Leathesia sadoensis Inagaki, 1958
- Leathesia saxicola Takamatsu, 1939
- Leathesia yezoensis Inagaki, 1958